# Suzanne W. Tourtellotte
Suzanne W. Tourtellotte (11 gennaio 1945 – Hamden, 20 giugno 2013) è stata un'astronoma statunitense, scopritrice di 16 pianeti minori e ricercatrice presso la Università di Yale.

## Biografia
Tourtellotte si laureò al Massachusetts Institute of Technology (MIT) nel 1966 e conseguì un master presso l'Università di Yale nel 1967. Continuò a studiare per un dottorato di ricerca in biochimica presso l'Università di Princeton nel 1971.
Dal 1998, Tourtellotte è stata responsabile dei dati presso il dipartimento di astronomia dell'Università di Yale per il consorzio YALO e SMARTS. Ha lavorato con Bradley Elliott Schaefer sulla fotometria di Nereide, satellite di Nettuno. Nel 2003 insieme a David L. Rabinowitz, Brad e Martha Schaefer ha studiato le curve di fase solare e gli stati di rotazione degli oggetti della fascia di Kuiper (KBO). Nel 2013 ha lavorato al progetto di ricerca KBO Quest dell'osservatorio di La Silla in Cile.
Tourtellotte è stata membro della facoltà dell'Albertus Magnus College fino al 2008. Era ricercatrice presso il dipartimento di astronomia di Yale.
È morta all'età di 68 anni a Hamden, nel Connecticut.

## I pianeti minori scoperti
Tourtellotte è accreditata dal Minor Planet Center per la co-scoperta di 16 pianeti minori numerati effettuata presso l'Osservatorio cileno di La Silla nel 2010, in collaborazione con gli astronomi David L. Rabinowitz e Megan E. Schwamb. I più importanti sono (316179) 2010 EN65 e (445473) 2010 VZ98, rispettivamente un troiano di Nettuno e un oggetto transnettuniano.